# Djoum
Djoum es una comuna camerunesa perteneciente al departamento de Dja-et-Lobo de la región del Sur.
En 2005 tiene 18 050 habitantes, de los que 5447 viven en la capital comunal homónima.
Se ubica en el cruce de las carreteras N9 y D36, unos 150 km al este de la capital regional Ebolowa. Su territorio es fronterizo con la provincia gabonesa de Woleu-Ntem.

## Localidades
Comprende la ciudad de Djoum y las siguientes localidades:
- Aboelone
- Akak
- Akom-Binyeng
- Akom-Zamane
- Akonetye
- Akontangane
- Alat-Makae
- Alop
- Amvam
- Avebe
- Avobengono
- Ayene
- Bebo'o Bella
- Bilik-Akom
- Bindoumba
- Djop
- Djoum-Village
- Djouze
- Doum
- Efoulan
- Elleng
- Endengue
- Essong
- Mbouma
- Mebane I
- Mebane II
- Melen-Boulou
- Melen-Zamane
- Mendoung
- Meyos III
- Meyos-Obam
- Mfem
- Miatta
- Minko'o
- Minko'o Messeng
- Mveng
- Nkan
- Nko
- Nkolafendek
- Nkolenyeng
- Nyabibete
- Okpweng
- Otong-Mbong
- Yen